# سرمایه‌گذاری جی‌پی
سرمایه‌گذاری جی‌پی (انگلیسی: GP Investments) شرکت سرمایه‌گذاری برزیلی است، که در سال ۱۹۹۳ تأسیس شد.